# Giovanni Scilitze

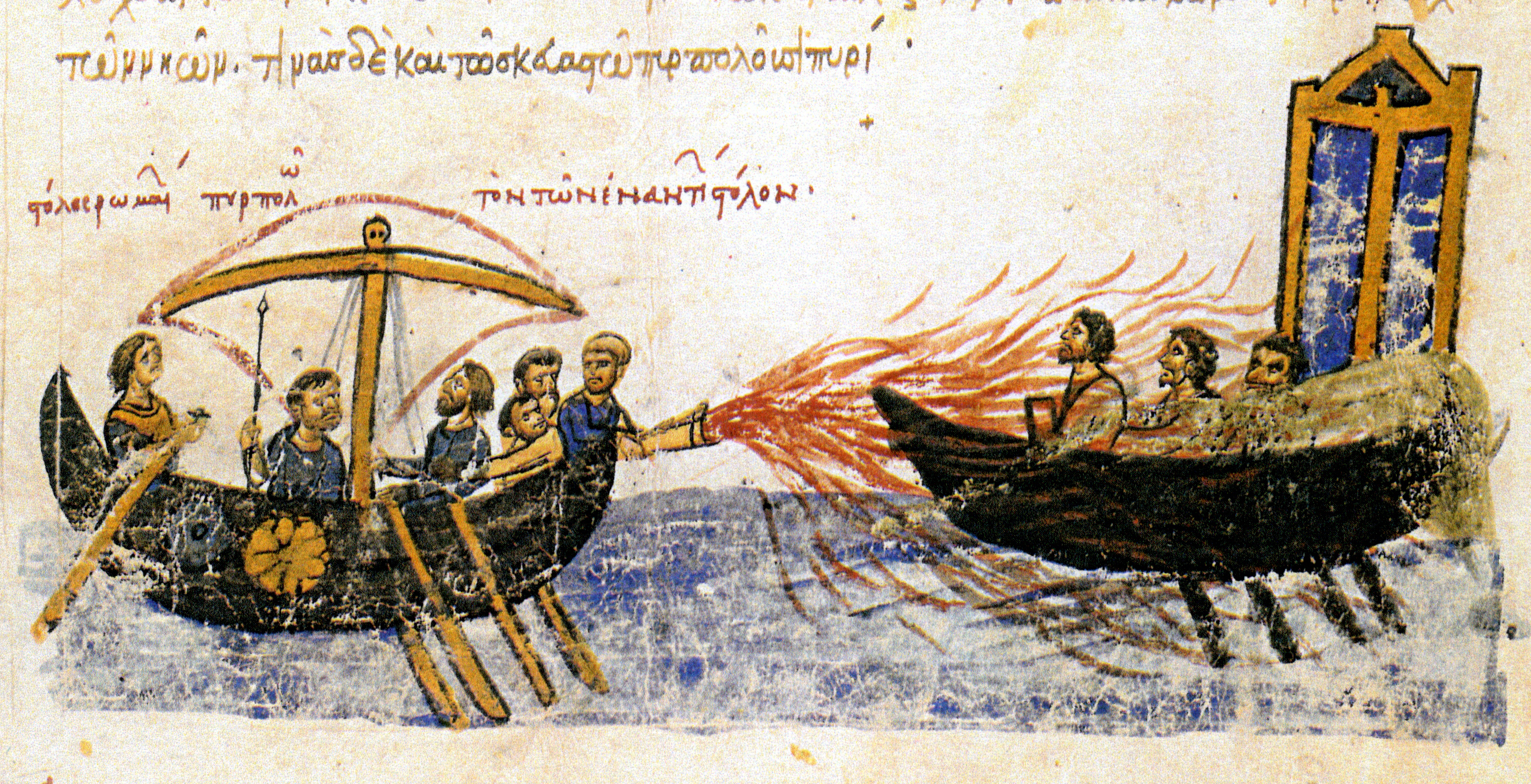
Miniatura dello Scilitze di Madrid, raffigurante una scena di attacco navale contro il ribelle Tommaso lo Slavo con l'uso del fuoco greco.

Giovanni Scilitze (in greco medievale: Ιωάννης Σκυλίτζης, Ioannes Scylitzes; dopo il 1040 – 1101/1110) è stato uno storico bizantino del tardo XI secolo.

## Opere
Il suo lavoro principale è intitolato Sinossi della storia (Synopsis historiarum, in greco Σύνοψις ἱστοριῶν), che copre i regni degli imperatori bizantini dalla morte di Niceforo I nell'811 alla deposizione di Michele VI Bringa nel 1057 e continua la cronaca di Teofane. Esiste anche una continuazione di questo lavoro, conosciuta come Scilitze Continuato, che copre gli anni fino al 1079, forse scritta anch'essa da Scilitze.

## Scilitze di Madrid
Il manoscritto più famoso della Sinossi è stato prodotto in Sicilia nel XII secolo ed ora si trova nella Biblioteca Nacional de España a Madrid. Per questo è noto come Scilitze di Madrid.

## Edizioni delleStorie
- (EL)  Ioannis Scylitzae, Synopsis Historiarum, in Patrologia graeca, Voll. 121-122.
- (EL)  Ioannis Scylitzae, Synopsis Historiarum, ed. Hans Thurn, (Corpus Fontium Historiae Byzantinae), 1973. ISBN 978-3-11-002285-8
- (EN)  John Scylitzes, a synopsis of histories (811-1057 A.D.): a provisional translation, transl. by John Wortley, Centre for Hellenic Civilization, University of Manitoba, 2000.
- (FR)  Jean Skylitzès: Empereurs de Constantinople, ed. J.-C. Cheynet, trad. B. Flusin, Paris 2003, ISBN 2-283-60459-1.